# Monte Hélicon
Monte Hélicon (ou Helicão; em grego antigo: Ἑλικών ou Ηλικών, transl. Helikồn, lit. "[monte] tortuoso", de ηλιξ, hélix, "espiral"; em grego moderno: Ελικώνας, Elikónas) é uma montanha na região de Téspias, na Beócia, Grécia, celebrada na mitologia grega. Com uma altitude de 1749 metros acima do nível do mar, localiza-se próximo ao Golfo de Corinto.

## Mitologia grega
Na mitologia grega, duas fontes consideradas sagradas para as Musas localizavam-se no monte: Aganipe e Hipocrene. Ambas trazem "cavalo" (ἵππος, hippos) em seus nomes; uma das explicações seria o mito de que o cavalo alado Pégaso teria atingido um rochedo com tanta força que uma fonte brotou no local. Também no Hélicon localizava-se a fonte na qual Narciso teria sido inspirado por sua própria beleza.
Em seus Écios, Calímaco reconta o sonho no qual era jovem novamente, e conversava com as Musas no Hélicon. Existia um templo construído sobre a montanha, com estátuas das três Musas, e o poeta romano Ovídio, em suas Metamorfoses, menciona a visita da deusa Minerva a elas no Monte Hélicon.
A fonte Hipocrene era considerada uma fonte de inspiração poética. No fim do século VII a.C., o poeta Hesíodo cantou sobre como ele havia, em sua juventude, levado suas ovelhas para pastar sobre as encostas do Hélicon, onde Eros e as Musas já tinham santuários e um campo de danças próximo a seu topo, onde "irrompendo com os pés fizeram coros belos ardentes". Lá, as Musas lhe teriam inspirado, cantando-lhe sobre a origem dos deuses. O Hélicon, assim, teria se tornado um emblema de inspiração política. Calímaco segue de maneira explícita os passos de Hesíodo, e situa no Hélicon o episódio no qual Tirésias encontra Atena se banhando e acaba sendo cego, porém recebe o dom da profecia.
No Hino Homérico a Posídon, uma breve invocação, o deus é saudado como "Senhor do Hélicon".
Os centros de culto no Hélicon estabelecidos no Vale das Musas, um vale fértil próximo a Téspias e Ascra, sob a influência dos textos hesiódicos, no período helenístico - ou mesmo antes - já haviam sido visitados pelo geógrafo Pausânias no segundo século d.C. Pausânias teria explorado detalhadamente o bosque sagrado ao lado da fonte Aganipe, e deixado uma descrição completa do que viu; imagens de Eufeme, ama das Musas, e do lendário poeta Lino, "sobre uma pequena rocha que havia sido esculpida na forma de uma caverna". No temenos encontravam-se estátuas - algumas de artistas famosos - de Apolo e Dioniso, ou de poetas célebres. A ausência de Homero no Hélicon foi comentada pelo classicista Richard L. Hunter: "A presença de Homero estragaria a festa, pois a tendência de ver estes dois como figuras rivais disputando a supremacia no epos era conhecida desde a Competição entre Homero e Hesíodo, que tinha partes que datavam do período clássico. O tripé sacrificial que Hesíodo venceu numa competição em Cálcia, na ilha de Eubeia, ainda podia ser visto no Hélicon na época de Pausânias; a presença de Homero no festival mencionado por Hesíodo em Os Trabalhos e os Dias (650-59) seria uma interpolação posterior.

## Renascimento
A imagem poética do Hélicon estabelecida pelos poetas romanos se tornou mais uma vez um emblema de inspiração cultural com o advento do Renascimento, e frequentemente foi mencionada na poesia da época e posterior. O Hélicon serviu de inspiração para os bailes organizados pelo compositor húngaro Leó Festetics, em seu castelo em Keszthely. Festetics também deu o nome à biblioteca que ele fundou de Biblioteca Helikon, promovendo a alfabetização e a cultura em sua cidade natal.

## No Cinema
No filme Xanadu, Kira (vivida pela atriz/cantora Olivia Newton-John) afirma ser filha de Zeus e morar no Monte Helikon, junto com suas irmãs. Xanadu foi lançado nos EUA no dia 8 de agosto de 1980.